# Týnec (ort i Tjeckien, Plzeň)
Týnec är en ort i Tjeckien.   Den ligger i regionen Plzeň, i den västra delen av landet, 120 km sydväst om huvudstaden Prag. Týnec ligger 504 meter över havet och antalet invånare är 305.
Terrängen runt Týnec är kuperad åt sydväst, men åt nordost är den platt. Terrängen runt Týnec sluttar norrut. Runt Týnec är det ganska glesbefolkat, med 23 invånare per kvadratkilometer. Närmaste större samhälle är Klatovy, 5,8 km norr om Týnec. I omgivningarna runt Týnec växer i huvudsak blandskog.